# 冲击起子

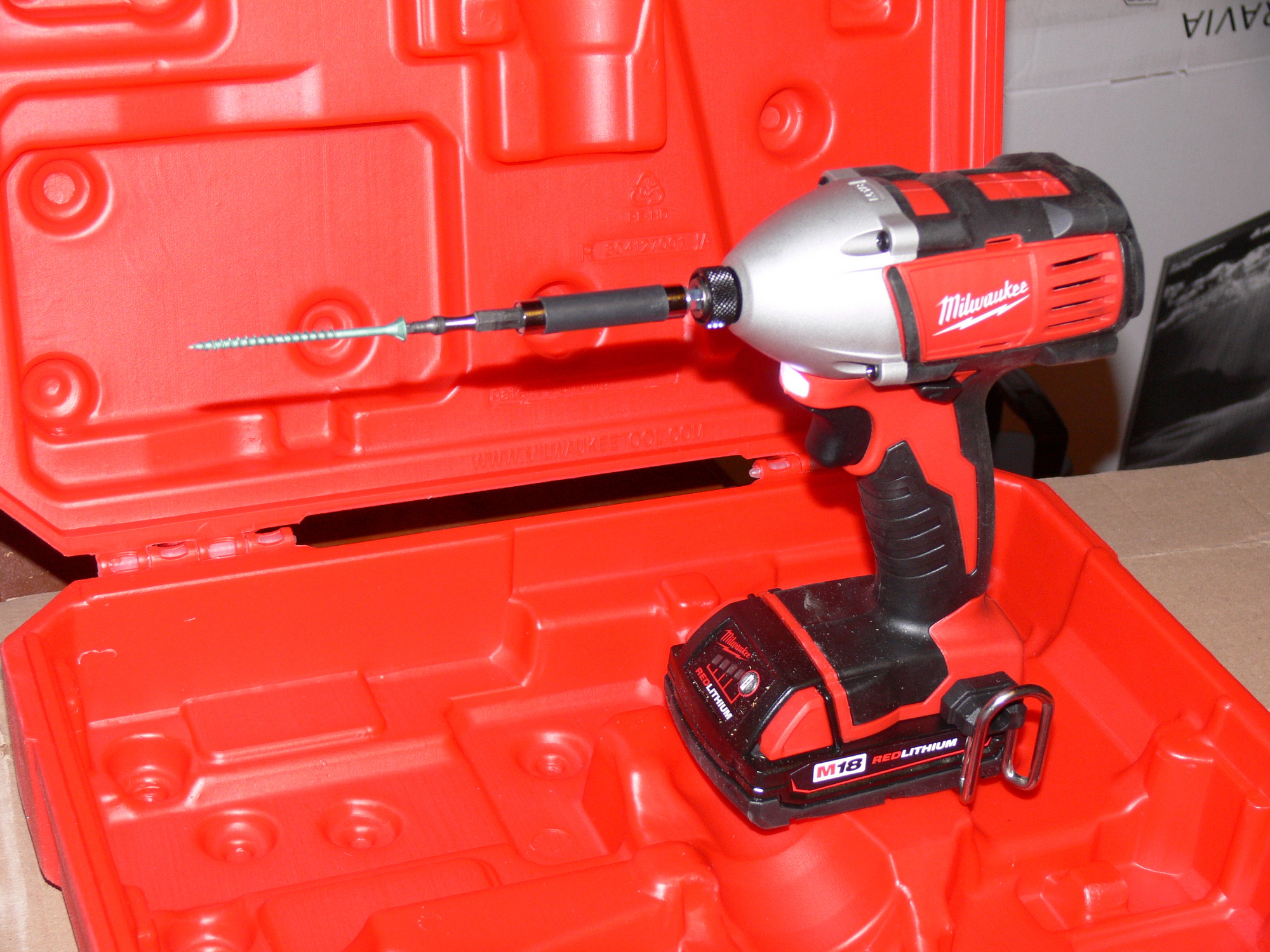
Milwaukee 短身冲击起子，18v锂离子电池；带前照灯、腰带挂钩

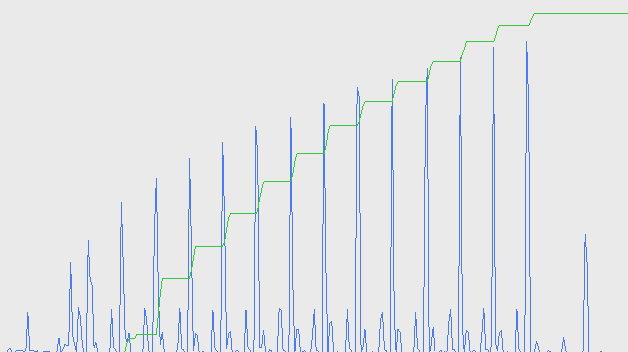
冲击起子的力矩脉冲

冲击起子一般指电动的冲击起子。冲击起子广泛用于机械工业和建筑行业。
冲击起子不同于普通的电钻或锤钻。一般手动起子或电动起子，由于扭力不足，打不动长度在5厘米以上的螺丝钉。冲击起子以每分钟数百次脉冲，对螺丝钉加以一千英磅吋以上的高强度扭力，可以轻而易举地打进3、4吋的螺丝钉。一般的电动冲击起子，瞬间扭力在一千五百磅吋左右。电动冲击起子有一个三档的控制栓：进（打螺丝钉）、退（退出螺丝钉）、锁；在锁档时，按动扳机，起子不动。短身的冲击起子，机身长度在14厘米左右，便于在狭窄的地方操作。电动冲击起子常配两付18 伏特可充锂离子电池，一付使用，另一付充电备用，以便连续操作。冲击起子带电池重量1.7至2.5公斤左右。有些冲击起子机身带前照灯，按动扳机时，灯光点亮，照射正前方工作位置，十分方便。有些品牌的冲击起子，在底部安装有腰带挂钩。著名的冲击起子品牌有 Dewalt、Hikoki、Bosch、Milwaukee、Makita、Ridgid、Stanley、Ryobi 等。不同品牌、不同型号的冲击起子，其最大扭力，各不相同，在800至1700英塝吋之间。Milwaukee、Ridgid、Ryobi等品牌的冲击起子，在中国制造。

## 冲击起子头

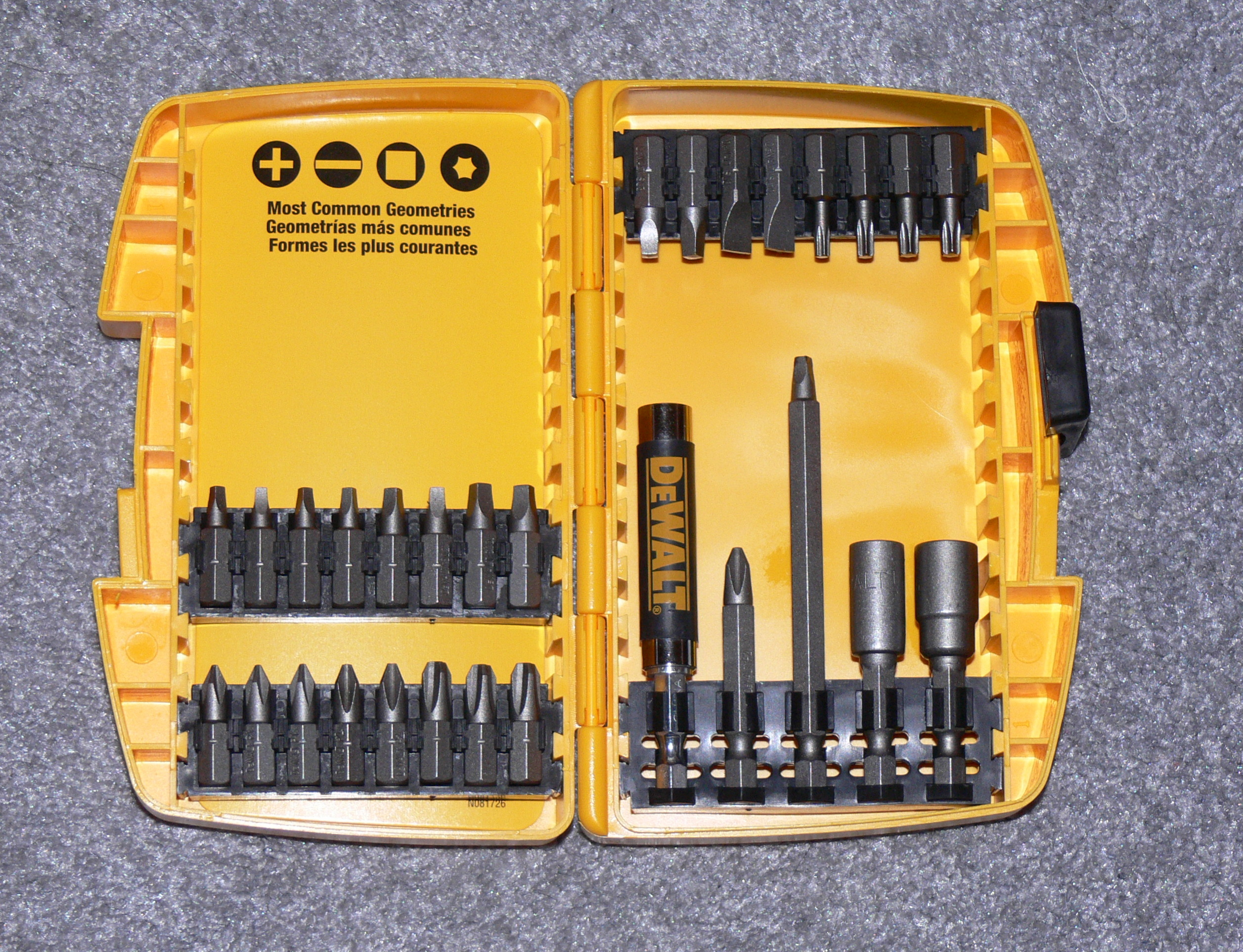
长短冲击起子头、起子导管、六角螺栓起子

电动冲击起子，不可以使用普通的起子头，必须用特制的冲击起子头。冲击起子头和普通钻头不同，1）普通钻头柄尾的截面是圆形的，冲击起子头的柄尾截面是正六角形。2）冲击起子头的钢材需经特别处理，能承受大扭力。
冲击起子头有长短两类，长的冲击起子头插入电钻卡口的柄端有槽，可以直接插入冲击起子卡口。短冲击起子头的柄端没有槽，不可以直接插入冲击起子卡口，必须先安装在冲击起子导管的磁性卡口，再将导管的带槽的柄尾插入冲击起子卡口使用。
冲击起子头的形状有一字形、十字形、方形、六瓣花形等。此外还有凹六角形冲击起子头，专用来打六角帽螺丝钉，或起出六角帽螺丝钉。
冲击起子头，不论长短，其柄插入卡口的一端，直径已规范为1/4英寸，截面呈正六角形；一个厂家出品的冲击起子头，可通用于其它牌子的冲击起子。

## 冲击起子导管

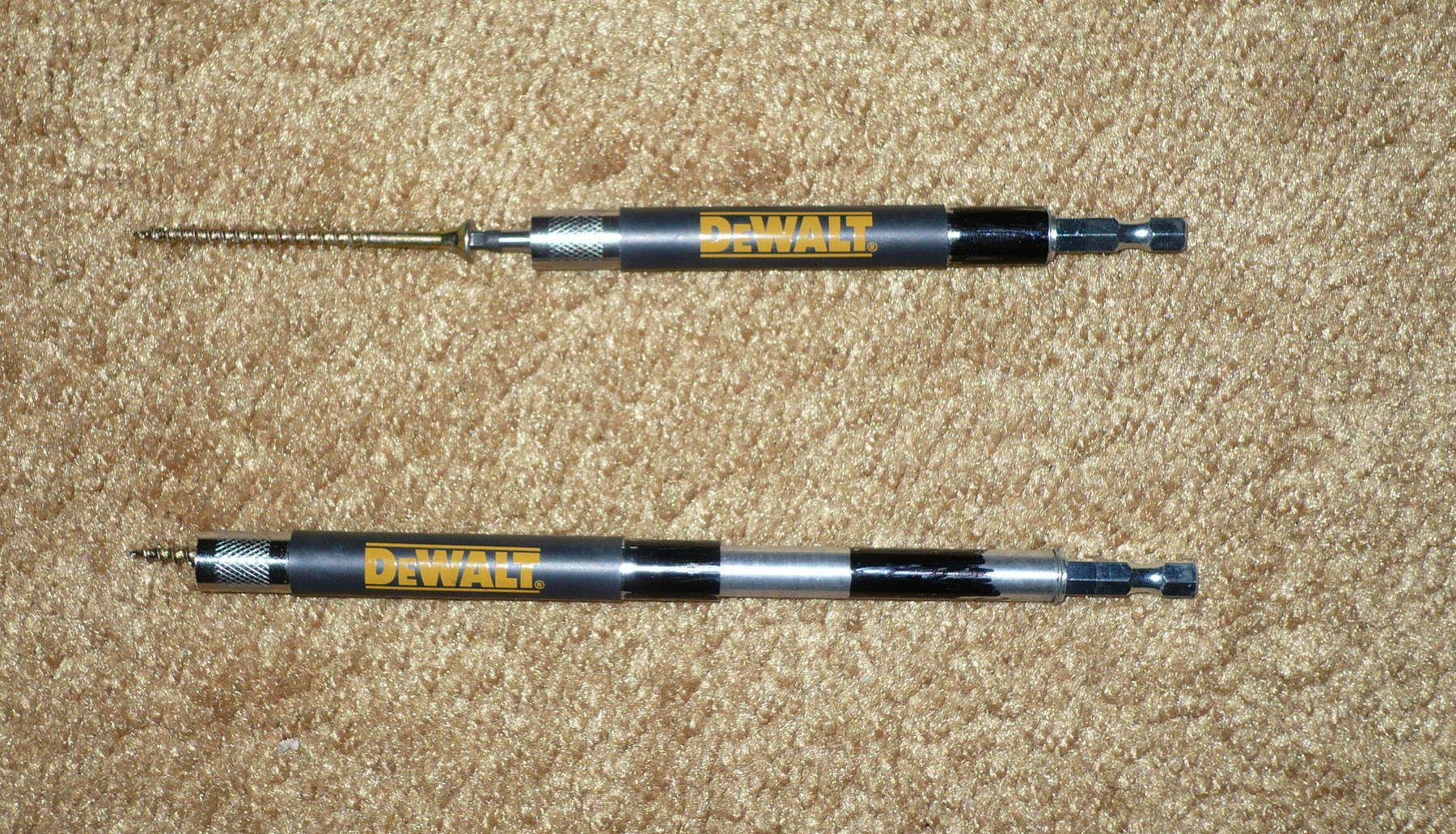
冲击起子钻导

冲击起子常备的配件是起子导管（drive guide)。使用时将起子导管安装在冲击起子上，将钻头安置在磁性钻导上，咬上螺丝头，拉出导管的套管，以覆盖螺丝钉为度。用起子导管的好处是在打长螺丝钉的时候，钻头不易脱钩。随螺丝钉深入木板，导管的套管随后移动。导管后退到预定位置，马上停止，否则很容易打过了头，螺丝头可能会深入木板一两厘米而不察。
导管插入冲击起子卡口的柄头，一律为六角形，直径1/4英寸，通用于一切冲击起子；柄头一律带槽，可直接插入冲击起子的卡口。

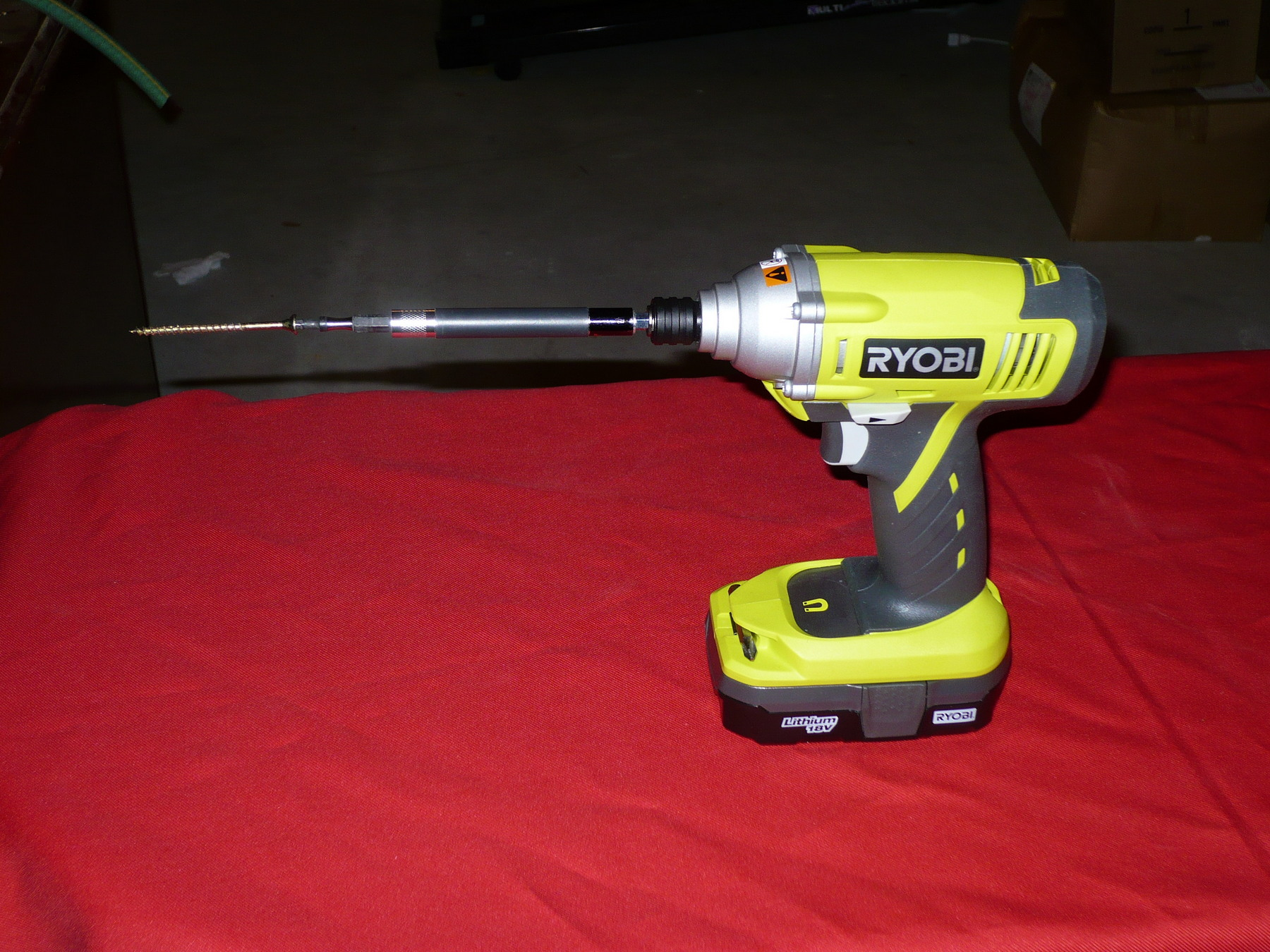
用冲击起子加钻导打2吋半的8号螺丝钉
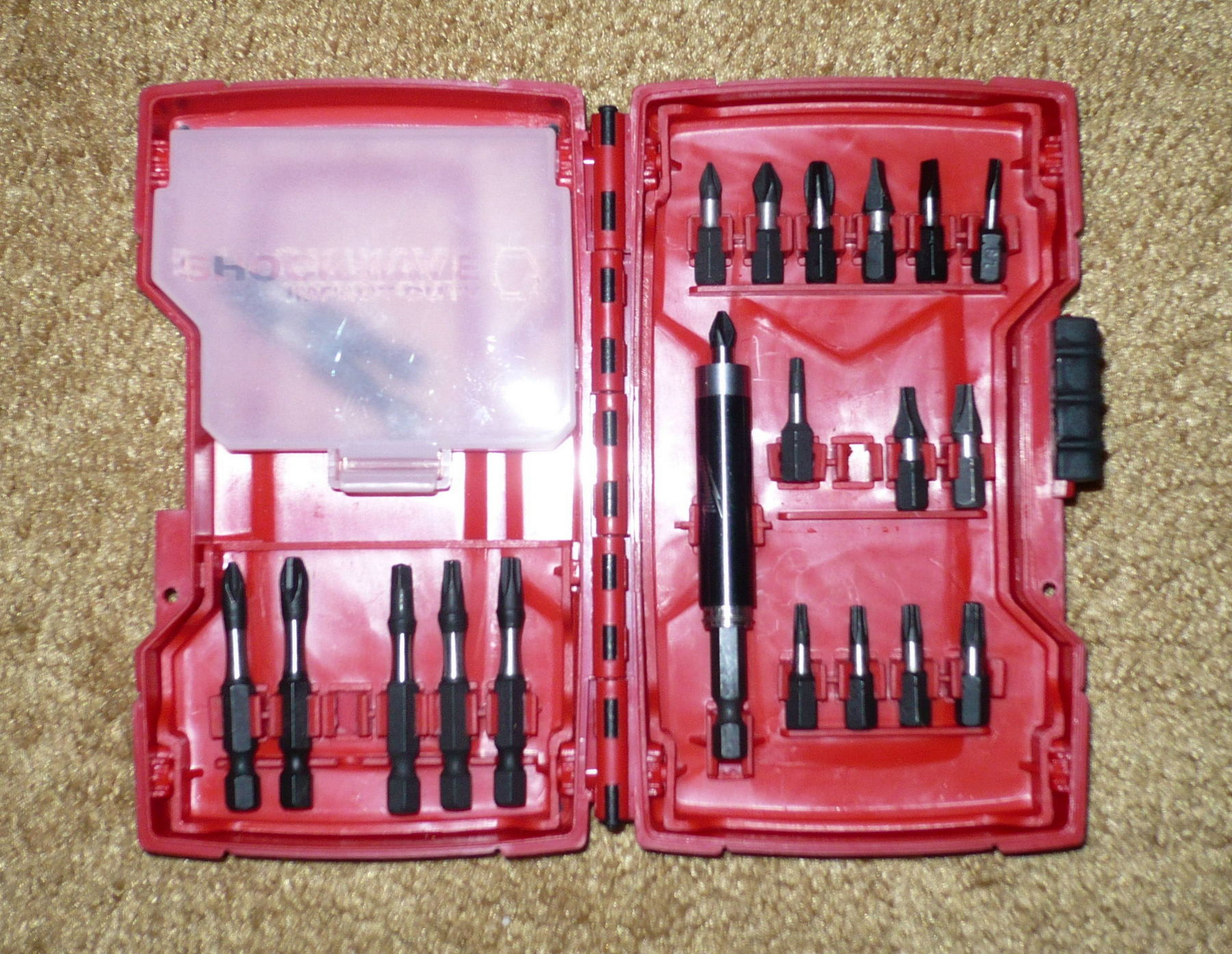
冲击起子头

## 手动冲击起子

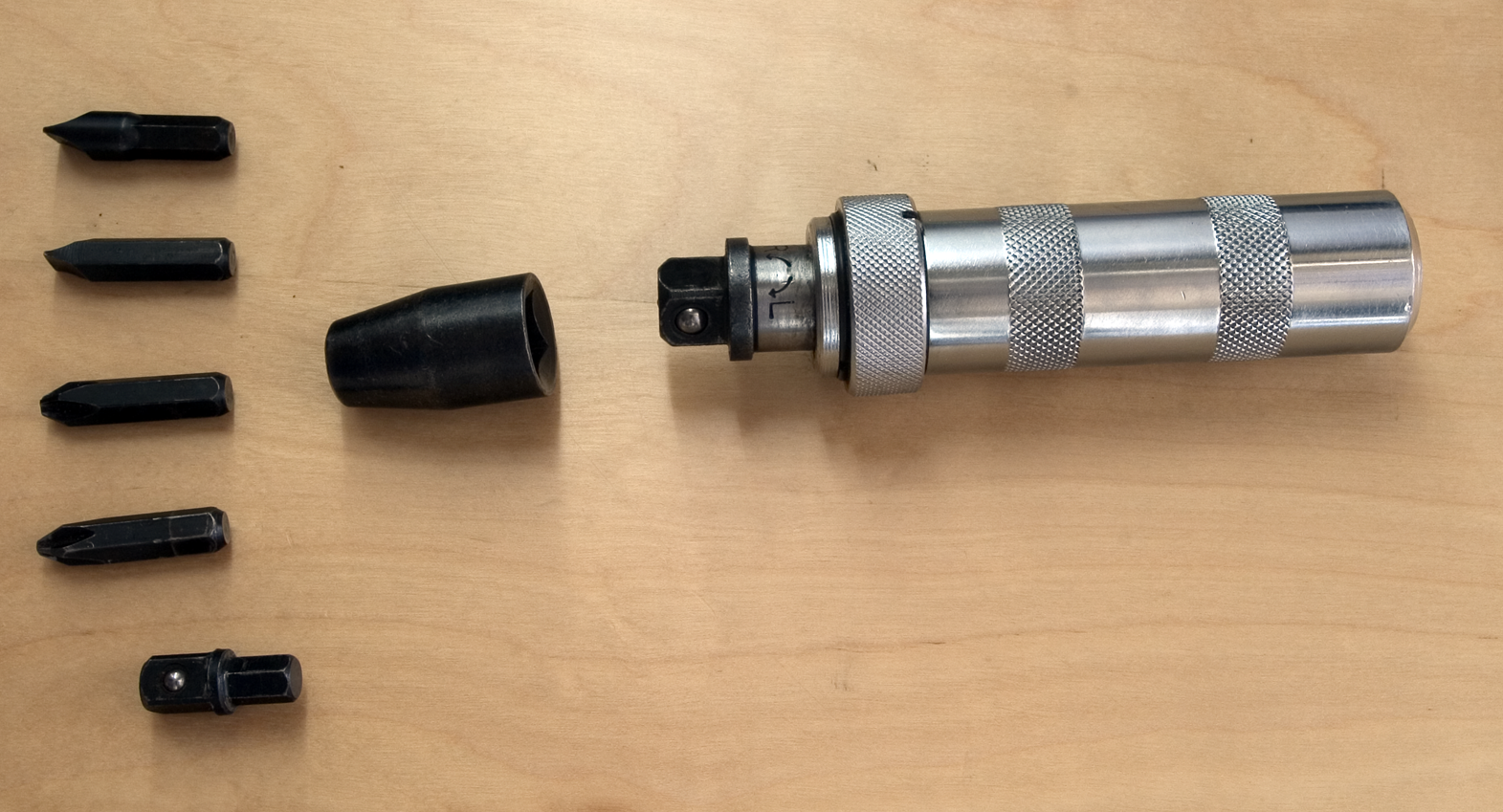
用来打开顽固螺丝钉的手动冲击起子

手动的冲击起子是一种将锤子的打击力，转变为强劲的扭力的手工工具，主要用途是打开难以用普通板子打开的顽固的螺丝钉、螺丝钉帽。